# Nekrolog 3. Quartal 1935
Nekrolog
◄◄
| ◄
| 1931
| 1932
| 1933
| 1934
| 1935 | 1936 | 1937 | 1938 | 1939 | ► | ►►
1. Quartal |
2. Quartal |
3. Quartal |
4. Quartal 1935
Weitere Ereignisse | Allgemeiner Nekrolog 1935
Die Beschreibung der verstorbenen Person sollte so kurz wie möglich gehalten sein und nur deren signifikante Tätigkeit(en) enthalten.
Neue Namen ggf. auch unter dem Geburts- und Sterbedatum, also etwa unter 1. Januar und im Geburts- und Sterbejahr (2024) eintragen (nur bei entsprechender großer Wichtigkeit). Für Beispiele siehe die schon vorhandenen Artikel.
Außerdem über die fünf zuletzt Verstorbenen, zu denen es einen ausreichend guten Artikel für eine Präsentation auf der Hauptseite gibt, nach der todesbedingten Überarbeitung der Artikel ggf. auch unter Wikipedia Diskussion:Hauptseite informieren und sie am besten auch in den anderen Wikipedia-Sprachversionen eintragen. Tipp: Regelmäßig bei news.google.de nach „ist tot“, „gestorben“ oder „verstorben“ suchen.
Wenn eine Person gestorben ist, gibt es viele Seiten zu dieser Person in der Wikipedia, die davon auch betroffen sind und entsprechend aktualisiert werden müssen. Beispiele: Namenübersichtsseite, Geburtsjahr, Geburtsort-Seiten und viele mehr.
Wie finde ich die betroffenen Seiten?
Im Suchfeld auf der linken Seite gibt man den Suchbegriff so ein: „Vorname Nachname“. Dann klickt man auf Volltext und alle Seiten mit entsprechendem Suchtext werden aufgerufen. Hier sieht man dann schnell, wo auch das Todesjahr Sinn macht oder sogar ein Teil des Artikels angepasst werden muss. Auch hilft das „Werkzeug“ auf der linken Seite sehr gut, um solche Seiten aufzufinden: „Links auf diese Seite“. Somit ist die Wikipedia wieder aktuell in allen Bereichen! Hinweis: bei Eintragung der Kategorie „Gestorben JAHR“ wird der Missbrauchsfilter 49 ausgelöst, was jedoch nicht schlimm ist. Siehe: Spezial:Missbrauchsfilter/49
Dies ist eine Liste von im dritten Quartal 1935 verstorbenen bekannten Persönlichkeiten. Die Einträge erfolgen innerhalb der einzelnen Daten alphabetisch sortiert. Tiere sind im Nekrolog für Tiere zu finden.

## Juli
| Tag      | Name                              | Beruf, bekannt als | Alter | Beleg |
| -------- | --------------------------------- | --- | ----- | ----- |
| 1. Juli  | Arthur Arz von Straußenburg       | österreich-ungarischer Offizier | 78    |       |
| 1. Juli  | Jakob Erbar                       | deutscher Schriftsetzer, Typograf und Lehrer                                                                                            | 56    |       |
| 1. Juli  | Hans von Pezold                   | deutscher Arzt, Sanitätsoffizier, Hochschullehrer                                                                                       | 65    |       |
| 1. Juli  | Otto Wahl                         | deutscher Skilangläufer | 30    |       |
| 2. Juli  | Karl Heider                       | österreichischer Zoologe und Hochschullehrer                                                                                            | 79    |       |
| 3. Juli  | Michał Bobrzyński                 | polnischer Politiker und Hochschullehrer                                                                                                | 85    |       |
| 3. Juli  | André Citroën                     | französischer Automobilkonstrukteur | 57    |       |
| 3. Juli  | Eugen Pridik                      | deutsch-baltischer Klassischer Archäologe und Numismatiker                                                                              | 69    |       |
| 3. Juli  | William M. Treloar                | US-amerikanischer Politiker | 84    |       |
| 4. Juli  | Auguste François                  | französischer Diplomat und Fotograf | 77    |       |
| 4. Juli  | Alfred Hitz                       | sozialdemokratischer Widerstandskämpfer, NS-Opfer                                                                                       | 27    |       |
| 4. Juli  | Max Niklas                        | deutscher Kommunalpolitiker und Gegner des Nationalsozialismus                                                                          | 30    |       |
| 4. Juli  | Stuart F. Reed                    | US-amerikanischer Politiker | 69    |       |
| 4. Juli  | Albrecht Reum                     | deutscher Romanist | 75    |       |
| 4. Juli  | Leopold Wölfling                  | Erzherzog von Österreich | 66    |       |
| 4. Juli  | Zephyrin Zettl                    | österreichischer Mundartdichter | 58    |       |
| 5. Juli  | Karl Jänecke                      | deutscher Sozialdemokrat und NS-Hinrichtungsopfer                                                                                       | 47    |       |
| 5. Juli  | Jakob Sigle                       | Schuhmacher in Kornwestheim | 73    |       |
| 6. Juli  | Elmar von Eschwege                | deutscher Maler | 78    |       |
| 6. Juli  | Bernard de Pourtalès              | Schweizer Segler | 65    |       |
| 7. Juli  | Clarice Beckett                   | australische Künstlerin | 48    |       |
| 7. Juli  | Placidus Bliemetzrieder           | österreichischer Geistlicher, Kirchenhistoriker und Bibliothekar                                                                        | 67    |       |
| 7. Juli  | Jean Desvignes                    | französischer Automobilrennfahrer | 34    |       |
| 7. Juli  | Otto Gradenwitz                   | deutscher Rechtshistoriker und Lexikograph                                                                                              | 75    |       |
| 7. Juli  | Karen Jeppe                       | dänische evangelische Missionarin und Retterin von Armeniern in Urfa und Aleppo                                                         | 59    |       |
| 7. Juli  | Arthur Russell, 2. Baron Ampthill | britischer Peer und Diplomat, Gründungsmitglied des Internationalen Olympischen Komitees (IOC)                                          | 66    |       |
| 8. Juli  | Albert Ahn                        | deutscher Verleger und Industrieller | 68    |       |
| 8. Juli  | Thomas Gisborne Gordon            | irischer Rugby-Union-Spieler | 83    |       |
| 8. Juli  | Ignát Herrmann                    | tschechischer Schriftsteller, Humorist und Redakteur                                                                                    | 80    |       |
| 8. Juli  | Lazër Mjeda                       | albanischer Geistlicher, Erzbischof von Shkodra                                                                                         | 66    |       |
| 8. Juli  | Christian Moser                   | Schweizer Versicherungsmathematiker | 73    |       |
| 8. Juli  | Guy Nickalls                      | britischer Ruderer | 68    |       |
| 9. Juli  | Daniel E. Howard                  | liberianischer Präsident | 73    |       |
| 9. Juli  | Anton Hueber                      | österreichischer Gewerkschaftsführer und Politiker (SDAP), Landtagsabgeordneter, Abgeordneter zum Nationalrat, Mitglied des Bundesrates | 73    |       |
| 9. Juli  | Pietro La Fontaine                | italienischer Geistlicher, Patriarch von Venedig und Kardinal der römisch-katholischen Kirche                                           | 74    |       |
| 9. Juli  | John Møller                       | grönländischer Fotograf, Buchdrucker, Dolmetscher, Ornithologe und Landesrat                                                            | 67    |       |
| 9. Juli  | Friedrich Natalis                 | deutscher Maschinenbau- und Elektroingenieur                                                                                            | 71    |       |
| 9. Juli  | Wilhelm Sieglin                   | deutscher Geographiehistoriker | 80    |       |
| 10. Juli | Rudolf Hermanns                   | deutscher Maler | 75    |       |
| 10. Juli | Ruth von der Leyen                | deutsche Sozialarbeiterin und Reformerin der Psychopathenfürsorge                                                                       | 47    |       |
| 10. Juli | Eberhard Ramm                     | deutscher Agrarwissenschaftler | 74    |       |
| 12. Juli | Alfred Dreyfus                    | französischer Offizier | 75    |       |
| 12. Juli | Fritz Giese                       | deutscher Psychologe und Hochschullehrer                                                                                                | 45    |       |
| 12. Juli | Frank E. Wilson                   | US-amerikanischer Arzt und Politiker | 77    |       |
| 13. Juli | Samuel H. Elrod                   | US-amerikanischer Politiker | 79    |       |
| 13. Juli | Heinrich Hackmann                 | deutscher evangelischer Theologe, Religionshistoriker und Sinologe                                                                      | 70    |       |
| 13. Juli | Rafael Masó i Valentí             | spanischer Architekt | 54    |       |
| 13. Juli | Ugo Pavesi                        | italienischer Ingenieur, Erfinder und Unternehmer                                                                                       | 48    |       |
| 13. Juli | Gustav Rienäcker                  | deutscher Maler und Hochschullehrer | 73    |       |
| 13. Juli | Herma Schuschnigg                 | Gattin des österreichischen Kanzlers Kurt Schuschnigg                                                                                   | 35    |       |
| 14. Juli | Edoardo Agnelli                   | italienischer Industrieller und Präsident von Juventus Turin                                                                            | 43    |       |
| 14. Juli | Francisco Cepeda                  | spanischer Radrennfahrer | 29    |       |
| 14. Juli | Marthe Hanau                      | französische Anlagebetrügerin | 49    |       |
| 15. Juli | Pieter Cort van der Linden        | niederländischer Politiker der Liberalen Partei                                                                                         | 89    |       |
| 15. Juli | Erich Drach                       | deutscher Gymnasiallehrer, Begründer der Sprechwissenschaft                                                                             | 50    |       |
| 15. Juli | Virginia Graham Fair              | US-amerikanische Silberminen-Erbin und gehörte durch Heirat der wohlhabenden Familie Vanderbilt an                                      | 60    |       |
| 15. Juli | Franz Hesselberger                | deutscher Industrieller, Kommerzienrat und Mäzen                                                                                        | 59    |       |
| 15. Juli | Juchym Mychajliw                  | ukrainischer Maler | 49    |       |
| 15. Juli | Karl Neumann                      | deutscher Schriftsteller | 56    |       |
| 16. Juli | Karl Dieterich                    | deutscher Sprachwissenschaftler und Literaturhistoriker                                                                                 | 65    |       |
| 16. Juli | Annie Smith Peck                  | US-amerikanische Bergsteigerin | 84    |       |
| 16. Juli | Zheng Zhengqiu                    | chinesischer Dramatiker, Drehbuchautor und Filmregisseur                                                                                | 46    |       |
| 17. Juli | Jacob Björnström                  | finnischer Segler | 53    |       |
| 17. Juli | Francis Maclennan                 | US-amerikanischer Opernsänger (Tenor) und Gesangspädagoge                                                                               | 62    |       |
| 17. Juli | James Moore                       | englischer Radrennfahrer | 86    |       |
| 17. Juli | Nie Er                            | chinesischer Komponist | 23    |       |
| 17. Juli | Emilios Riadis                    | griechischer Pianist und Komponist | 55    |       |
| 17. Juli | George William Russell            | nordirischer Dichter, Maler, Journalist und Theosoph                                                                                    | 68    |       |
| 17. Juli | Daniel Salamanca Urey             | bolivianischer Politiker, Präsident Boliviens                                                                                           | 66    |       |
| 19. Juli | Lujo Adamović                     | serbischer Botaniker | 70    |       |
| 19. Juli | Arthur Drews                      | deutscher Philosoph und Schriftsteller                                                                                                  | 69    |       |
| 19. Juli | Hermann Emde                      | deutscher Chemiker | 54    |       |
| 20. Juli | Hans von Heydebreck               | deutscher Offizier, Reiter und Autor | 69    |       |
| 21. Juli | Honoré Dutrey                     | US-amerikanischer Jazz-Posaunist | 41    |       |
| 21. Juli | Edmund Jäger                      | österreichischer Politiker (Alldeutsche Vereinigung) und Mediziner                                                                      | 71    |       |
| 21. Juli | Ferdinand von Schorlemer          | deutscher Verwaltungsjurist, Landrat des Kreises Warburg                                                                                | 64    |       |
| 22. Juli | William Mulholland                | irischer Ingenieur | 79    |       |
| 23. Juli | Franz Beyschlag                   | deutscher Geologe | 78    |       |
| 23. Juli | Otto Glöckel                      | sozialdemokratischer Politiker, Abgeordneter zum Nationalrat und Schulreformer der Ersten Republik in Österreich                        | 61    |       |
| 23. Juli | Hermann Gugel                     | württembergischer Oberamtmann und Regierungsrat                                                                                         | 83    |       |
| 23. Juli | Hugo Reich                        | deutscher Geistlicher, Gründer der Kreuznacher Diakonie                                                                                 | 81    |       |
| 24. Juli | Hugo Asbach                       | deutscher Weinbrandfabrikant | 67    |       |
| 24. Juli | Archibald C. Hart                 | US-amerikanischer Politiker | 62    |       |
| 24. Juli | Thusnelda Kühl                    | deutsche Schriftstellerin | 62    |       |
| 24. Juli | Karl Schuster                     | sudetendeutscher Politiker | 58    |       |
| 24. Juli | Frits Went                        | niederländischer Botaniker, Professor für Botanik und Direktor des Botanischen Gartens der Universität Utrecht                          | 72    |       |
| 25. Juli | Carl Andreas Glaser               | deutscher Chemiker | 94    |       |
| 26. Juli | Gil Andersen                      | norwegisch-US-amerikanischer Automobilrennfahrer und Mitbegründer der ReVere Motor Car Corporation                                      | 55    |       |
| 26. Juli | Olga Lewinsky                     | österreichische Schauspielerin | 82    |       |
| 26. Juli | Käthe Paulus                      | deutsche Berufsluftschifferin, Luftakrobatin und Erfinderin des zusammenlegbaren Fallschirms                                            | 66    |       |
| 26. Juli | Franz Friedrich Ruhstrat          | deutscher Jurist und Oldenburgischer Staatsminister                                                                                     | 75    |       |
| 26. Juli | Basilio Vadillo                   | mexikanischer Botschafter | 50    |       |
| 27. Juli | Heinrich Brunhart                 | liechtensteinischer Politiker | 78    |       |
| 27. Juli | Edmund Garratt Gardner            | britischer Romanist und Italianist | 66    |       |
| 27. Juli | Heinrich Hubert Houben            | deutscher Literaturwissenschaftler und Publizist                                                                                        | 60    |       |
| 27. Juli | Adolf Jäger                       | österreichischer Architekt | 68    |       |
| 27. Juli | Benjamin Lincoln Robinson         | US-amerikanischer Botaniker | 70    |       |
| 28. Juli | Friedrich Clemens Ebrard          | deutscher Historiker und Bibliothekar                                                                                                   | 85    |       |
| 28. Juli | Meletios II.                      | orthodoxer Patriarch von Alexandria (1926–1935)                                                                                         | 63    |       |
| 28. Juli | John Rahm                         | US-amerikanischer Golfer | 81    |       |
| 28. Juli | William Ritchie Sorley            | schottischer Philosoph | 79    |       |
| 28. Juli | Siegmund von Suchodolski          | deutscher Gebrauchsgrafiker, Architekt und Maler                                                                                        | 60    |       |
| 29. Juli | Jenny Burckhardt                  | Schweizer Malerin | 85    |       |
| 29. Juli | François Denys Légitime           | Präsident von Haiti | 93    |       |
| 29. Juli | Adam Röder                        | deutscher Politiker (BVP), MdR | 65    |       |
| 29. Juli | Fritz Stichtenoth                 | deutscher Politiker der NSDAP und letzter Staatsminister von Mecklenburg-Strelitz                                                       | 39    |       |
| 30. Juli | Adolf Damaschke                   | Pädagoge und ein Führer der Bodenreformbewegung                                                                                         | 69    |       |
| 30. Juli | Karl Küchlin                      | deutsch-schweizerischer Unternehmer, Theaterdirektor und Mäzen                                                                          | 71    |       |
| 30. Juli | Nann Peter Mungard                | deutscher Forscher der Nordfriesischen Sprache                                                                                          | 86    |       |
| 31. Juli | Georg Baur                        | deutscher Bauingenieur und Industrie-Manager                                                                                            | 76    |       |
| 31. Juli | Frederick H. Gillett              | US-amerikanischer Politiker | 83    |       |
| 31. Juli | Wilhelm Grosse                    | deutscher Lehrer, Meteorologe und Physiker                                                                                              | 77    |       |
| 31. Juli | Gustav Lindenthal                 | US-amerikanischer Brückenbauingenieur                                                                                                   | 85    |       |
| 31. Juli | Tryggvi Þórhallsson               | isländischer Politiker | 46    |       |
|          | Eduard Hruschka                   | österreichisch-rumänischer Politiker, Mitglied des Österreichischen Abgeordnetenhauses                                                  | 64    |       |

## August
| Tag        | Name                                     | Beruf, bekannt als                                                                                    | Alter | Beleg |
| ---------- | ---------------------------------------- | --- | ----- | ----- |
| 1. August  | Hellmut von Gerlach                      | deutscher Politiker (DDP, RDP, FVg, DFG), MdR3 und Publizist                                          | 69    |       |
| 1. August  | Peter Joseph Hurth                       | deutscher Bischof und Erzbischof in Britisch-Indien bzw. auf den Philippinen                          | 78    |       |
| 1. August  | Alfred Müller                            | deutscher Volkskundler                                                                                | 81    |       |
| 1. August  | Richard Rusche                           | deutscher Tierbildhauer, Jagdmaler und Zeichner                                                       | 84    |       |
| 1. August  | Walter Stößer                            | deutscher Bergsteiger                                                                                 | 34    |       |
| 2. August  | Otto Amrein                              | Schweizer Mediziner                                                                                   | 61    |       |
| 2. August  | Clement Barnhorn                         | US-amerikanischer Bildhauer und Holzschnitzer deutscher Abstammung                                    | 78    |       |
| 2. August  | Max Brunello                             | österreichischer Höhlenforscher                                                                       |       |       |
| 2. August  | Ulrich Burgstaller                       | deutscher evangelischer Pastor und Mitglied des Lübecker Senats                                       | 40    |       |
| 2. August  | Alois John                               | Archivar, Volkskundler und Heimatschriftsteller des Egerlandes                                        | 75    |       |
| 3. August  | Andrew Hilaire                           | US-amerikanischer Jazz-Schlagzeuger                                                                   | 36    |       |
| 3. August  | Lydia Rabinowitsch-Kempner               | deutsche Mikrobiologin                                                                                | 63    |       |
| 4. August  | Karlos Matthias Ludwig von Buxhoeveden   | deutsch-baltischer Freiherr und öselscher Abgeordneter                                                | 79    |       |
| 4. August  | Herbert Woodfield Paul                   | britischer Politiker und Sachbuchautor                                                                | 82    |       |
| 4. August  | Julius Rimarski                          | deutscher evangelischer Theologe                                                                      | 86    |       |
| 5. August  | Paul Bourotte                            | französischer Radrennfahrer                                                                           | 59    |       |
| 5. August  | Gustav von Keudell                       | deutscher Verwaltungsbeamter                                                                          | 68    |       |
| 5. August  | Reinhart Steinbicker                     | deutscher Drehbuchautor                                                                               | 30    |       |
| 5. August  | Johannes Thiele                          | deutscher Zoologe und Spezialist auf dem Gebiet der Malakologie                                       | 74    |       |
| 5. August  | Douglas Tilden                           | US-amerikanischer Bildhauer                                                                           | 75    |       |
| 5. August  | Rudolf Ernst Weise                       | deutscher Maschinenbauer und Unternehmer                                                              | 90    |       |
| 6. August  | Karl Bodenstab                           | deutscher Generaldirektor im Bereich Asphalt, Ingenieur und Ehrendoktor                               | 69    |       |
| 6. August  | Karl Illner                              | österreichischer Pilot                                                                                | 58    |       |
| 6. August  | Alexander Adolfowitsch Winkler           | russischer Komponist, Pianist und Musikpädagoge                                                       | 70    |       |
| 7. August  | Eduard Baar von Baarenfels               | österreichisch-ungarischer k.u.k. Feldmarschallleutnant                                               | 79    |       |
| 8. August  | Nathan P. Bryan                          | US-amerikanischer Jurist und Politiker (Demokratische Partei)                                         | 63    |       |
| 8. August  | August Gissler                           | deutscher Schatzsucher                                                                                | 77    |       |
| 8. August  | Otto Pertuss                             | deutscher Industriemanager und Politiker                                                              | 63    |       |
| 8. August  | Siegfried Silberstein                    | deutscher Rabbiner                                                                                    | 69    |       |
| 9. August  | Edmond Goblot                            | französischer Philosoph und Soziologe                                                                 | 76    |       |
| 9. August  | Oswald Haslinger                         | Schifffahrtskaufmann in Königsberg                                                                    | 52    |       |
| 9. August  | Walther Freiherr von Holzhausen          | deutscher Schachspieler                                                                               | 59    |       |
| 9. August  | Gustav Schiefler                         | Hamburger Richter und Kunstmäzen                                                                      | 77    |       |
| 9. August  | Iwan Pawlowitsch Towstucha               | Sekretär Stalins (1918–1935)                                                                          | 46    |       |
| 9. August  | Charles V. Truax                         | US-amerikanischer Politiker (Demokratische Partei)                                                    | 48    |       |
| 10. August | Jasper Bisbee                            | US-amerikanischer Old-Time-Musiker                                                                    | 92    |       |
| 10. August | Kurt Regling                             | deutscher Numismatiker                                                                                | 58    |       |
| 11. August | Paul Mania                               | deutscher Organist, Pianist, Komponist und Dirigent                                                   | 52    |       |
| 11. August | Raimund Oehler                           | deutscher Althistoriker und Lehrer                                                                    | 83    |       |
| 11. August | Otto Max Sachse                          | sächsischer Heimatforscher und -schriftsteller                                                        | 42    |       |
| 12. August | Gareth Jones                             | walisischer Journalist                                                                                | 29    |       |
| 12. August | Pontus Leander                           | schwedischer Orientalist und Semitist                                                                 | 62    |       |
| 12. August | Nagata Tetsuzan                          | Generalleutnant der Kaiserlichen Japanischen Armee                                                    | 51    |       |
| 12. August | Léonce Perret                            | französischer Schauspieler und Regisseur                                                              | 55    |       |
| 12. August | Friedrich Schottky                       | deutscher Mathematiker                                                                                | 84    |       |
| 12. August | Thomas Tomlin, Baron Tomlin              | britischer Jurist                                                                                     | 68    |       |
| 13. August | Fritz Ritzel                             | deutscher Schriftsteller                                                                              | 80    |       |
| 14. August | William Bridgeman, 1. Viscount Bridgeman | britischer Politiker (Conservative Party), Mitglied des House of Commons und Peer                     | 70    |       |
| 14. August | Wilhelm Meyer-Schwartau                  | deutscher Architekt und Baubeamter                                                                    | 81    |       |
| 14. August | Arthur Westover                          | kanadischer Sportschütze                                                                              | 71    |       |
| 15. August | Lucienne Bréval                          | schweizerisch-französische Sopranistin und Opernsängerin                                              | 65    |       |
| 15. August | Hans von Koppenfels                      | sächsischer Generalmajor                                                                              | 73    |       |
| 15. August | Oswald Lübeck                            | deutscher Fotograf                                                                                    | 52    |       |
| 15. August | Konrad Ludwig                            | deutscher Parteifunktionär und Politiker (SPD, USPD), MdR                                             | 55    |       |
| 15. August | Adauctus Aurélio de Miranda Henriques    | brasilianischer Geistlicher, römisch-katholischer Erzbischof von Paraíba                              | 79    |       |
| 15. August | Wiley Post                               | US-amerikanischer Pilot                                                                               | 36    |       |
| 15. August | Will Rogers                              | US-amerikanischer Komiker und Entertainer                                                             | 55    |       |
| 15. August | Christian Scherer                        | deutscher Kunsthistoriker                                                                             | 75    |       |
| 15. August | Paul Signac                              | französischer Maler und Grafiker                                                                      | 71    |       |
| 15. August | Carl Sternberg                           | österreichischer Pathologe                                                                            | 62    |       |
| 15. August | James Mark Sullivan                      | US-amerikanischer Diplomat                                                                            | 62    |       |
| 16. August | Stephan von Ljubičić                     | österreichischer Offizier                                                                             | 79    |       |
| 16. August | Karl Friedrich Siebert                   | deutscher Jurist und Mitglied des Provinziallandtages der Provinz Hessen-Nassau                       | 69    |       |
| 17. August | Georg Droste                             | plattdeutscher bremischer Autor                                                                       | 68    |       |
| 17. August | Charlotte Perkins Gilman                 | US-amerikanische Schriftstellerin und Frauenrechtlerin                                                | 75    |       |
| 17. August | Charlie Roellinghoff                     | deutscher Schriftsteller, Journalist, Schauspieler, Kabarettist und Drehbuchautor                     | 38    |       |
| 17. August | John Ross, 1. Baronet                    | britischer Richter                                                                                    | 81    |       |
| 18. August | Ruy Roque Gameiro                        | portugiesischer Bildhauer                                                                             | 29    |       |
| 18. August | Karl von Martini                         | bayerischer Offizier, General der Infanterie                                                          | 80    |       |
| 18. August | Otto Heinrich zu Schaumburg-Lippe        | deutscher Adeliger, Prinz aus dem Hause Schaumburg-Lippe                                              | 80    |       |
| 18. August | Lorenz von Seidlein                      | bayerischer Eisenbahnminister                                                                         | 78    |       |
| 19. August | Martin Imboden                           | Schweizer Fotograf                                                                                    | 41    |       |
| 19. August | Helmut Röpnack                           | deutscher Fußballspieler                                                                              | 50    |       |
| 20. August | Otakar Ostrčil                           | tschechischer Komponist                                                                               | 56    |       |
| 20. August | Agnes Stevenson                          | britische Schachspielerin                                                                             |       |       |
| 21. August | James Edmund Boyd                        | US-amerikanischer Jurist und Politiker                                                                | 90    |       |
| 21. August | Arthur Grünberger                        | österreichischer Architekt, Maler und Bühnenbildner                                                   | 53    |       |
| 21. August | John Hartley                             | englischer Pfarrer und Tennisspieler, Wimbledon-Sieger 1879 und 1880                                  | 86    |       |
| 21. August | Alfred von Kotsch                        | sächsischer Generalleutnant                                                                           | 72    |       |
| 21. August | Hermann Krojanker                        | deutscher Schuhfabrikant                                                                              | 50    |       |
| 21. August | Josef Cyrill Sychra                      | tschechischer Komponist, Organist und Musikpädagoge                                                   | 75    |       |
| 22. August | Oscar Achenbach                          | deutscher Porträt- und Landschaftsmaler, Grafiker und Zeichner                                        | 66    |       |
| 22. August | Anna Blattner                            | Schweizer Schulleiterin und Frauenrechtlerin                                                          | 69    |       |
| 22. August | Rudolf Czapek                            | österreichisch-deutscher Maler und Kunsttheoretiker                                                   | 64    |       |
| 22. August | Anders Bjørn Drachmann                   | dänischer klassischer Philologe                                                                       | 75    |       |
| 22. August | Albert Gerster                           | Schweizer Architekt                                                                                   | 70    |       |
| 22. August | Frantz Jourdain                          | französisch-belgischer Architekt, Schriftsteller, Kunstkritiker                                       | 87    |       |
| 22. August | Pavlos Koundouriotis                     | griechischer Admiral, Vizekönig (1920, 1923–1924) und Staatspräsident Griechenlands (1924–1926, 1929) | 80    |       |
| 22. August | Emily Langberg                           | norwegische Malerin                                                                                   | 84    |       |
| 22. August | Raschīd Ridā                             | Autor der islamischen Reformbewegung Islāh und des Panislamismus                                      | 69    |       |
| 23. August | Rhoda Erdmann                            | deutsche Biologin                                                                                     | 64    |       |
| 23. August | W. A. Greenlund                          | US-amerikanischer Politiker                                                                           | 62    |       |
| 24. August | Hugo Bertsch                             | deutscher Arbeiterdichter                                                                             | 83    |       |
| 24. August | Julius von Waldthausen                   | deutscher Diplomat                                                                                    | 77    |       |
| 25. August | Thomas Alva Edison jr.                   | amerikanischer Erfinder und eine tragische Gestalt der amerikanischen Populärkultur                   | 59    |       |
| 25. August | Frank H. Hitchcock                       | US-amerikanischer Politiker                                                                           | 67    |       |
| 25. August | Walther Schücking                        | deutscher Politiker (DDP), MdR und Völkerrechtler                                                     | 60    |       |
| 25. August | Mack Swain                               | US-amerikanischer Schauspieler                                                                        | 59    |       |
| 26. August | Sarmiza Bilcescu                         | rumänische Juristin                                                                                   | 68    |       |
| 26. August | Otto Hellinghaus                         | deutscher Philosoph, Schriftsteller und Lehrer                                                        | 82    |       |
| 26. August | John North Willys                        | US-amerikanischer Automobilpionier und Staatsmann                                                     | 61    |       |
| 27. August | Franz Eichhoff                           | deutscher Jurist und Politiker                                                                        | 60    |       |
| 27. August | Max Glauer                               | deutscher Fotograf                                                                                    | 68    |       |
| 27. August | Childe Hassam                            | amerikanischer Maler des Impressionismus                                                              | 75    |       |
| 27. August | Philipp Hauck                            | Landtagsabgeordneter Volksstaat Hessen                                                                | 52    |       |
| 27. August | Paul Herrmann                            | deutscher Klassischer Archäologe                                                                      | 75    |       |
| 27. August | Tom Murray                               | US-amerikanischer Schauspieler                                                                        | 60    |       |
| 27. August | Alois Rzach                              | böhmischer Philologe                                                                                  | 84    |       |
| 27. August | Otto Schott                              | deutscher Chemiker und Glastechniker                                                                  | 83    |       |
| 28. August | Paul Forkardt                            | deutscher Werkzeugmaschinen-Industrieller                                                             | 49    |       |
| 28. August | Anton Handlirsch                         | österreichischer Entomologe und Paläontologe                                                          | 70    |       |
| 28. August | Alfredo Rocco                            | italienischer Jurist, Mitglied der Camera dei deputati und Justizminister im faschistischen Staat     | 59    |       |
| 28. August | Yoshitomo                                | deutscher Komponist, Chorleiter und Dirigent                                                          | 66    |       |
| 29. August | Karl Andres                              | deutscher Gutsbesitzer, Weinbaulobbyist und Politiker                                                 | 59    |       |
| 29. August | Astrid von Schweden                      | schwedische Adelige, Prinzessin von Schweden, Königin der Belgier                                     | 29    |       |
| 29. August | Oleksa Nowakiwskyj                       | ukrainischer Maler                                                                                    | 63    |       |
| 30. August | Henri Barbusse                           | französischer Politiker und Schriftsteller                                                            | 62    |       |
| 30. August | Robert Mielke                            | deutscher Volkskundler und Siedlungsforscher                                                          | 71    |       |
| 31. August | Herman Bernstein                         | US-amerikanischer jüdischer Journalist, Schriftsteller, Übersetzer und Diplomat                       | 58    |       |
| 31. August | Heinrich von Kraut                       | deutscher Jurist und Politiker (Konservativ, DNVP)                                                    | 78    |       |
| 31. August | Georges William Thornley                 | belgischer Maler                                                                                      | 78    |       |

## September
| Tag           | Name                                | Beruf, bekannt als | Alter | Beleg |
| ------------- | ----------------------------------- | --- | ----- | ----- |
| 1. September  | Axel Born                           | deutscher Geologe und Geophysiker | 48    |       |
| 1. September  | Abraham Isaak Kook                  | jüdischer Mystiker, Großrabbiner | 69    |       |
| 1. September  | Louis Lavauden                      | französischer Zoologe und Forstwissenschaftler | 54    |       |
| 1. September  | Adolphe Messimy                     | französischer Staatsmann und Politiker | 66    |       |
| 2. September  | Cyrus Maxwell Boger                 | US-amerikanischer Homöopath | 74    |       |
| 2. September  | Andrew Cecil Bradley                | britischer Literaturwissenschaftler | 84    |       |
| 2. September  | August Finger                       | österreichisch-deutscher Rechtswissenschaftler | 77    |       |
| 2. September  | Fujimaki Yoshio                     | japanischer Holzschnittkünstler im Sōsaku-hanga-Stil | 24    |       |
| 2. September  | Claus von Heydebreck                | preußischer Oberst und Politiker | 76    |       |
| 2. September  | Paul Hoffmann                       | deutscher Landrat | 81    |       |
| 2. September  | Sidney Kidman                       | australischer Geschäftsmann | 78    |       |
| 2. September  | Carl Pretzel                        | deutscher Lehrer und Verbandsfunktionär | 71    |       |
| 2. September  | Girolamo Vitelli                    | italienischer Klassischer Philologe und Papyrologe | 86    |       |
| 3. September  | Adolf Hofer                         | deutscher Gutsbesitzer und sozialdemokratischer Politiker | 67    |       |
| 3. September  | Oskar Strnad                        | österreichischer Architekt, Bühnenbildner und Designer | 55    |       |
| 3. September  | Jakob Tschavoll                     | österreichischer Politiker (CSP), Landtagsabgeordneter zum Vorarlberger Landtag | 67    |       |
| 4. September  | Karl Hildenbrand                    | deutscher Politiker (SPD), MdR | 71    |       |
| 4. September  | Jacques Peirotes                    | deutscher Redakteur, Bürgermeister und Politiker (SPD), MdR | 65    |       |
| 4. September  | Hugo Reinhold                       | österreichischer Komponist und Pianist | 81    |       |
| 4. September  | Eugen Ricklin                       | deutscher Arzt und Politiker, MdR | 73    |       |
| 5. September  | Teodora Krajewska                   | polnische Ärztin, Schriftstellerin und Lehrerin |       |       |
| 5. September  | Carl Poul Oscar Graf Moltke         | dänischer Diplomat und Außenminister | 66    |       |
| 5. September  | Thomas Myrtek                       | deutscher Bildhauer | 46    |       |
| 5. September  | Thomas W. Templeton                 | US-amerikanischer Politiker | 67    |       |
| 5. September  | Théodore Ungerer                    | französischer Uhrmacher, Fabrikant sowie Historiker | 41    |       |
| 6. September  | Roland Brauweiler                   | deutscher Jurist | 56    |       |
| 6. September  | Martin von Denk                     | bayerischer General der Artillerie | 81    |       |
| 6. September  | Siegfried Hartmann                  | deutscher Ingenieur und Publizist | 60    |       |
| 6. September  | Archibald Kay                       | schottischer Landschaftsmaler | 75    |       |
| 6. September  | Georg von Lambsdorff                | preußischer Verwaltungsjurist, Landrat und Regierungspräsident von Gumbinnen | 71    |       |
| 6. September  | Hermann Liebmann                    | deutscher Politiker | 53    |       |
| 7. September  | Fermín Revueltas Sánchez            | mexikanischer Maler | 34    |       |
| 7. September  | Adriaan Stoop                       | niederländischer Bergingenieur, Unternehmer und Pionier der Erdölindustrie in Niederländisch-Indien                                                                                                | 78    |       |
| 9. September  | Príncipe Azul                       | argentinischer Tangosänger | 33    |       |
| 9. September  | Mario Carli                         | italienischer Schriftsteller des Futurismus | 46    |       |
| 9. September  | Karl Mayreder                       | österreichischer Architekt | 79    |       |
| 09. September | Charles Rivett-Carnac               | britischer Segler | 82    |       |
| 10. September | Egon von Kapherr                    | deutscher Schriftsteller und Oberförster | 57    |       |
| 10. September | Huey Long                           | US-amerikanischer Politiker, Gouverneur und Senator für Louisiana | 42    |       |
| 10. September | Fritz Ludwig Neumeyer               | deutscher Unternehmer | 60    |       |
| 10. September | Simeon S. Pennewill                 | US-amerikanischer Politiker und Gouverneur von Delaware | 68    |       |
| 10. September | William Allen Sipe                  | US-amerikanischer Politiker | 91    |       |
| 11. September | Alexander Crever Abbott             | US-amerikanischer Hygieniker und Bakteriologe | 75    |       |
| 11. September | Charles Norris                      | US-amerikanischer Gerichtsmediziner, Pionier der forensischen Toxikologie | 67    |       |
| 12. September | Andreu Avel·lí Abreu i Boy          | katalanischer Komponist und Musikpädagoge | 67    |       |
| 12. September | Robert Schuloff                     | österreichischer Chemiker | 52    |       |
| 13. September | Frank Cole Babbitt                  | US-amerikanischer Klassischer Philologe | 68    |       |
| 13. September | Rudolf L. Kusdas                    | österreichischer Bergsteiger und Lehrer |       |       |
| 13. September | Eli Marcus                          | deutscher jüdischer Schriftsteller und Schauspieler | 81    |       |
| 13. September | Domingo Merry del Val y Zulueta     | spanischer Eisenbahnpionier und Unternehmer |       |       |
| 14. September | Leo Gans                            | deutscher Chemiker, Unternehmer, Ehrenbürger der Stadt Frankfurt am Main | 92    |       |
| 14. September | Oskar Kohlschmidt                   | deutscher Theologe | 70    |       |
| 14. September | Alfred von Sanden                   | preußischer Gutsbesitzer und Politiker | 74    |       |
| 14. September | Tomii Masaaki                       | japanischer Rechtswissenschaftler | 76    |       |
| 15. September | Hermann Dernburg                    | deutscher Architekt | 66    |       |
| 15. September | Rudolf Gudden                       | deutscher Genre- und Landschaftsmaler | 72    |       |
| 15. September | Chaim Hirschensohn                  | Herausgeber jüdischer Schriften sowie Großrabbiner von Hoboken (New Jersey) | 78    |       |
| 16. September | Gustav Bansi                        | deutscher Verwaltungsjurist und Ministerialbeamter | 64    |       |
| 16. September | Richard Doehler                     | evangelischer Pfarrer und Historiker | 69    |       |
| 16. September | Leo Klauber                         | deutscher Arzt | 45    |       |
| 17. September | Carl von Holzinger                  | böhmisch-österreichischer Klassischer Philologe | 86    |       |
| 17. September | William Mitchell Morgan             | US-amerikanischer Politiker | 65    |       |
| 17. September | Gustav Nebehay                      | österreichischer Antiquar, Kunsthändler und Mäzen | 54    |       |
| 17. September | Raimund Sassik                      | österreichischer Politiker (SPÖ), Abgeordneter zum Nationalrat, Mitglied des Bundesrates | 51    |       |
| 17. September | Hermann Wilbrand                    | deutscher Neuro-Ophtalmologe | 84    |       |
| 18. September | Alice Dunbar-Nelson                 | US-amerikanische Schriftstellerin, Journalistin und Bürgerrechtlerin | 60    |       |
| 18. September | Oswald Galle                        | deutscher Maler und Plastiker | 67    |       |
| 18. September | Friedrich Küch                      | deutscher Archivar und Historiker | 72    |       |
| 18. September | Wiktor Kulerski                     | deutscher Journalist, Herausgeber und Politiker, MdR | 70    |       |
| 18. September | Max Kuschel                         | deutscher Maler | 72    |       |
| 18. September | Vojislav Marinković                 | jugoslawischer Politiker | 59    |       |
| 19. September | Hermann Ahlswede                    | deutscher Diplomat und Stifter | 65    |       |
| 19. September | Jules Cambon                        | französischer Diplomat | 90    |       |
| 19. September | Aimé Haegeman                       | belgischer Reiter | 73    |       |
| 19. September | Praskowja Iwanowskaja               | russische bzw. sowjetische Revolutionärin | 82    |       |
| 19. September | Madge Kendal                        | britische Theaterschauspielerin | 87    |       |
| 19. September | Leo Perlberger                      | österreichischer Maler | 45    |       |
| 19. September | Konstantin Eduardowitsch Ziolkowski | russisch-sowjetischer Raumfahrtpionier | 78    |       |
| 20. September | Arturo Bernstein                    | argentinischer Bandoneonist und Tangokomponist | 52    |       |
| 20. September | Robert E. Lee Blackburn             | US-amerikanischer Politiker | 65    |       |
| 20. September | Paul Krainer                        | österreichisch-deutscher Maschinenbauingenieur und Hochschullehrer | 66    |       |
| 20. September | David Landau                        | US-amerikanischer Schauspieler | 56    |       |
| 20. September | Karl Luick                          | österreichischer Anglist | 70    |       |
| 20. September | Joseph Peterson                     | US-amerikanischer Psychologe | 57    |       |
| 20. September | Hermanus Frederik Roll              | niederländischer Arzt | 68    |       |
| 20. September | Amy Sherwin                         | australische Opernsängerin (Sopran) | 80    |       |
| 21. September | Julia Beck                          | schwedische Malerin | 81    |       |
| 22. September | Elliott Lewis                       | australischer Politiker | 76    |       |
| 22. September | Paul Matting                        | deutscher Verwaltungsjurist in Preußen; Oberbürgermeister von Breslau | 75    |       |
| 22. September | Carl Schroeder                      | deutscher Cellist, Komponist und Dirigent sowie Hofkapellmeister | 86    |       |
| 24. September | Karl Bundschuh                      | österreichischer Lehrer und Politiker (CS), Landtagsabgeordneter | 64    |       |
| 24. September | Wolodymyr Peretz                    | ukrainisch-sowjetischer Literaturwissenschaftler, Literaturkritiker, Volkskundler und Linguist | 65    |       |
| 25. September | Paul Goldmann                       | österreichischer Journalist und Autor | 70    |       |
| 25. September | Maximilian Reinitz                  | österreichischer Maler | 63    |       |
| 25. September | Ernest Amelius Rennie               | britischer Diplomat, Botschafter in Finnland (1921–1930), Peru und Ecuador (1913–1920) sowie Vorsitzender der Interalliierten Kommission für das ostpreußische Abstimmungsgebiet Allenstein (1920) | 67    |       |
| 25. September | Tom Richards                        | australisch-britischer Rugby-Union-Spieler | 53    |       |
| 25. September | Sarah Choate Sears                  | amerikanische Fotografin, Malerin, Kunstsammlerin und -mäzenin | 77    |       |
| 25. September | Edward D. Swift                     | US-amerikanischer Astronom | 64    |       |
| 26. September | Andy Adams                          | amerikanischer Schriftsteller | 76    |       |
| 26. September | Carl Bergmann                       | deutscher Bankier und Diplomat | 61    |       |
| 26. September | Carl Bössenroth                     | deutscher Maler | 72    |       |
| 26. September | Pjotr Kusmitsch Koslow              | russischer Forscher und Entdecker | 71    |       |
| 26. September | Hermann Triepel                     | deutscher Anatom und Embryologe | 64    |       |
| 27. September | Elsa Bland                          | österreichische Opernsängerin (Sopran) und Gesangspädagogin | 55    |       |
| 28. September | Italo Azzoni                        | italienischer Komponist, Pianist, Dirigent und Musikpädagoge | 81    |       |
| 28. September | Hans Baluschek                      | deutscher Maler, Grafiker und Schriftsteller | 65    |       |
| 28. September | William K. L. Dickson               | britischer Filmpionier | 75    |       |
| 28. September | Wilhelm Gesellius                   | deutscher Verleger | 63    |       |
| 28. September | Friedrich Wilhelm Rauschenberg      | deutscher Architekt | 81    |       |
| 28. September | Alfred Vallette                     | französischer Schriftsteller und Herausgeber | 77    |       |
| 29. September | Jean-Baptiste Chautard              | französischer Theologe und Abt | 77    |       |
| 29. September | Armin Ehrenzweig                    | österreichischer Rechtswissenschaftler | 70    |       |
| 29. September | Herman Haupt                        | deutscher Kirchen- und Studentenhistoriker | 81    |       |
| 29. September | Winifred Holtby                     | britische Schriftstellerin und Feministin | 37    |       |
| 30. September | Johann Lewalter                     | deutscher Lehrer, Komponist, Volkskundler und Heimatschriftsteller | 73    |       |
| 30. September | Rudolf Presber                      | deutscher Schriftsteller, Dramatiker und Drehbuchautor | 67    |       |